# Köpenhamns stadsvapen
Köpenhamns stadsvapen (danska: Københavns byvåben) fick sitt nuvarande utseende den 24 juni 1661, då kung Fredrik III utfärdade ett privilegiebrev till Köpenhamns borgare som tack för deras motstånd mot svenskarnas belägring av staden. Privilegierna gav borgarna i staden rätt att äga jorden på samma villkor som adeln.
De två kanonerna och krigsutrustningen längst ner på vapnet skall symbolisera köpenhamnarnas framgångsrika motstånd mot den svenska belägringen av staden 1658–1659.
Fredrik III lade också till porten med riddaren och sitt monogram till vapnet, som ursprungligen bestod av de tre tornen och vågorna. Vapnet ingick i Köpenhamns sigill från 1296.